# Benzonitril
A benzonitril aromás szerves vegyület, képlete C6H5CN, rövidítve PhCN. Színtelen, mandulaszagú folyadék. Benzamid dehidratálásával vagy brómbenzol és nátrium-cianid reakciójával állítható elő.

## Felhasználása
A benzonitril jól használható oldószer, és számos származék előanyaga. Aminokkal reagáltatva hidrolízist követően N-szubsztituált benzamidok állíthatók elő.
A benzonitrilből fenil-magnézium-bromiddal történő reakció, majd azt követő metanolízis során Ph2C=NH  (fp. 151 °C, 8 Hgmm) keletkezik.
A benzonitril késői átmenetifémekkel koordinációs komplexeket képezhet, melyek szerves oldószerben oldódnak, és megfelelően labilisak, ilyen például a PdCl2(PhCN)2. A benzonitril ligandumot erősebb ligandumok könnyen kiszorítják, ezért e benzonitril komplexei hasznos szintetikus köztitermékek.

## Felfedezése
A benzonitrilt 1844-ben fedezte fel Hermann Fehling az ammónium-benzoát hőbomlásának termékei között. Az anyag szerkezetét is meg tudta határozni a már ismert, ammónium-formiátból hidrogén-cianidot létrehozó reakció felhasználásával. Tőle származik a benzonitril név is, és a nitrilek is erről kapták nevüket.

## Fordítás
Ez a szócikk részben vagy egészben a Benzonitrile című angol Wikipédia-szócikk ezen változatának fordításán alapul.  Az eredeti cikk szerkesztőit annak laptörténete sorolja fel. Ez a jelzés csupán a megfogalmazás eredetét és a szerzői jogokat jelzi, nem szolgál a cikkben szereplő információk forrásmegjelöléseként.